# 堀切菖蒲園
堀切菖蒲園（ほりきりしょうぶえん）は、東京都葛飾区堀切二丁目にある葛飾区所管の公園（植物園）である。花菖蒲の名所として知られる。また、最寄り駅の京成本線堀切菖蒲園駅およびその周辺地域の通称でもある。

## 概要
京成本線堀切菖蒲園駅の南西500 mほど（徒歩約10分）の綾瀬川沿いに位置している。貴重な江戸系花菖蒲を中心に200種6000株の花菖蒲が植えられており、見ごろは、6月の中旬である。ほりきり葛飾菖蒲まつりの期間（6月初旬 - 20日頃）は、地元住民・商店街・行政等による運営協議会によって、パレードなどのイベントが行われる。また、公園内には食事（予約制宴会）ができる集会施設「静観亭」がある。
- 所在地：東京都葛飾区堀切2丁目
- 面積：8,747.87 m2
- 開園時間：9:00 - 17:00 ※6月1日から25日までは、8:00 - 18:00
- 料金：入園無料
- 休園日：12月29日から1月3日まで
- 駐車場：荒川河川敷にある駐車場（北緯35度44分38秒 東経139度49分21秒 / 北緯35.74389度 東経139.82250度）を利用（土・日・祝日および菖蒲まつりの期間中の平日）

## 歴史
- 始まりには二説ある。
  - 室町時代、堀切村の地頭久保寺胤夫が家臣の宮田将監に命じ、陸奥国郡山の安積沼から花菖蒲を取り寄せて栽培を始めた。
  - 江戸時代、百姓の小高伊左衛門が趣味で各地の花菖蒲を集めて庭で栽培したのが始まり。
- 江戸時代には「江戸百景」に数えられ、名所案内や紀行文、鈴木春信・歌川広重の浮世絵に登場する。
- 戦前まで、堀切には武蔵園・吉野園・観花園・小高園・堀切園などの菖蒲園があった。
- 1959年、堀切園を東京都が購入、東京都立堀切菖蒲園として公開。1975年、葛飾区に移管され、現在に至る。

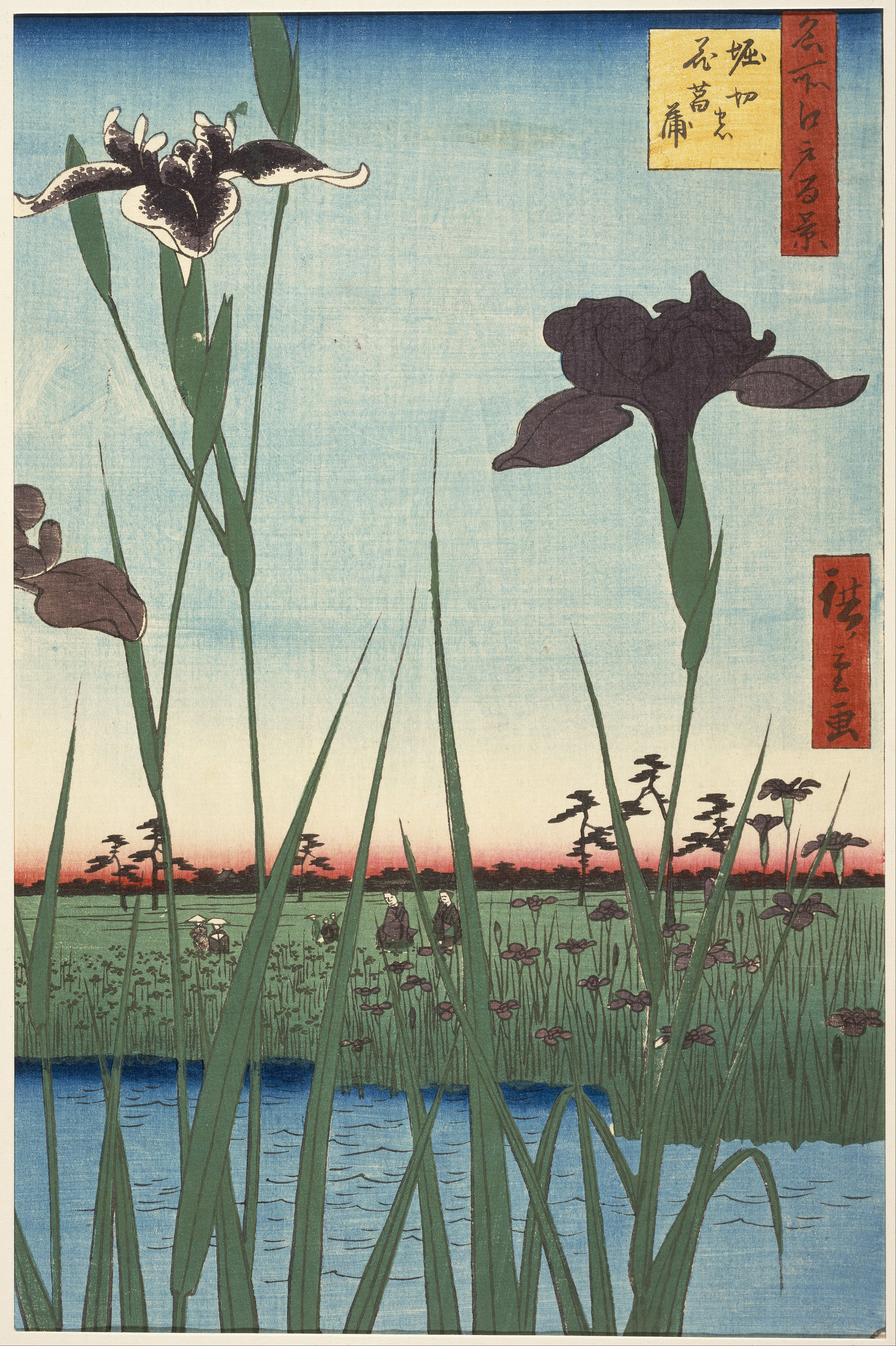
歌川広重 名所江戸百景 「堀切の花菖蒲」
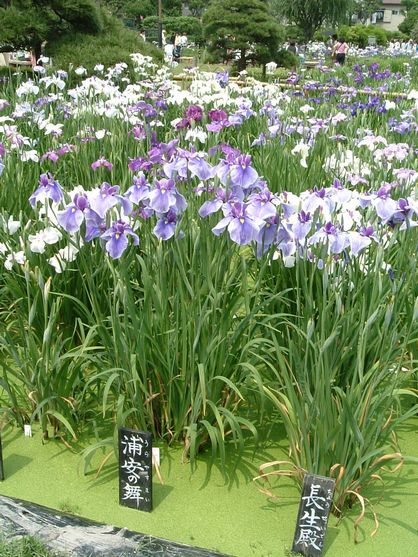
園内の花菖蒲（2005年6月）
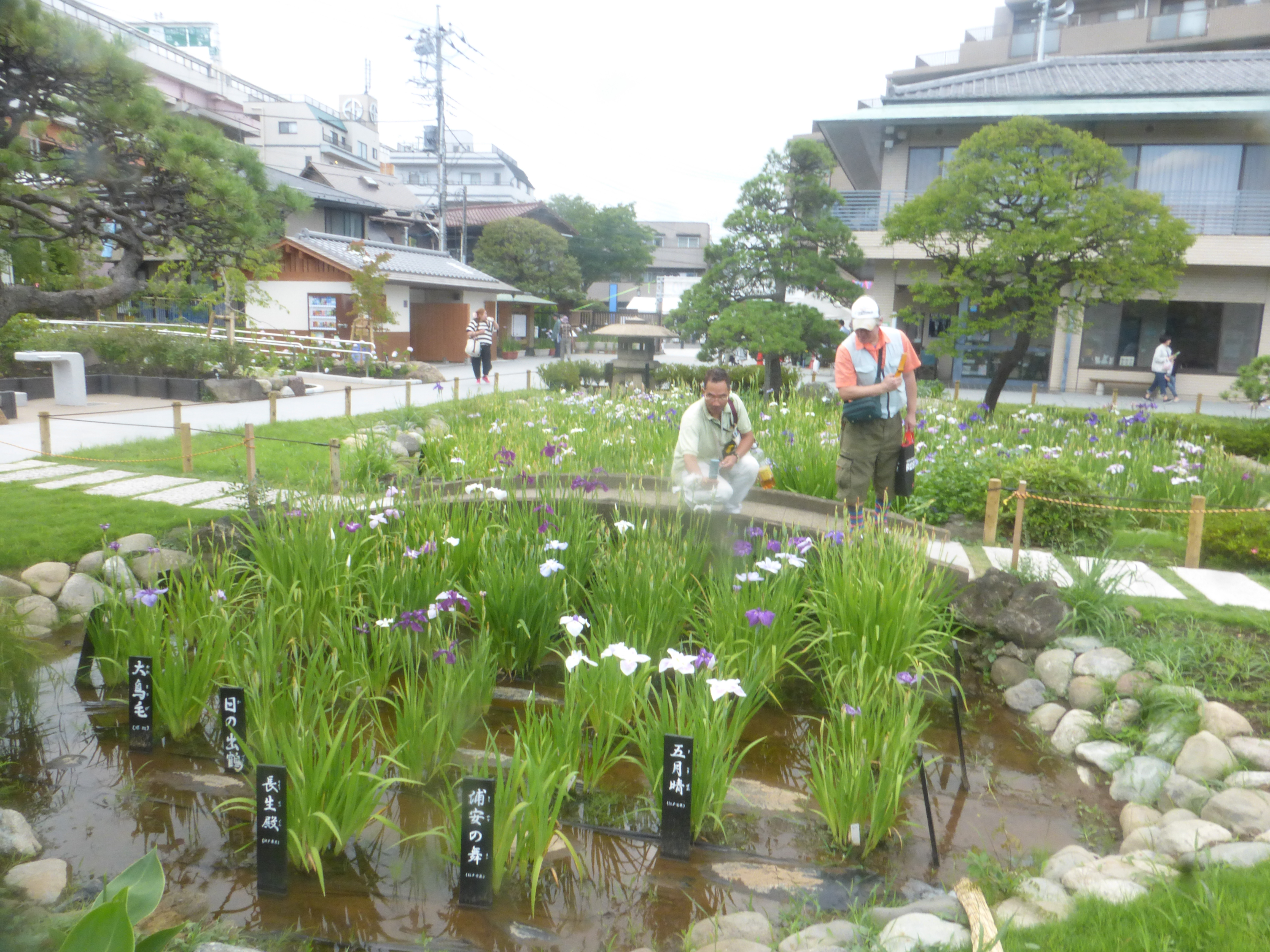
園内（2018年6月）